# Hillsboro Pines
Hillsboro Pines è un census-designated place degli Stati Uniti d'America situato nella parte settentrionale della Contea di Broward dello Stato della Florida.
Secondo le previsioni del 2011, la città ha una popolazione di 446 abitanti su una superficie di 0,60 km².